# Норфорк (Арканзас)
Норфорк (енгл. Norfork) град је у америчкој савезној држави Арканзас.

## Демографија
По попису из 2010. године број становника је 511, што је 27 (5,6%) становника више него 2000. године.
| Група             | 2000.       | 2010.       |
| Белци             | 464 (95,9%) | 488 (95,5%) |
| Афроамериканци    | 1 (0,2%)    | 5 (1,0%)    |
| Азијати           | 2 (0,4%)    | 5 (1,0%)    |
| Хиспаноамериканци | 2 (0,4%)    | 1 (0,2%)    |
| Укупно            | 484         | 511         |